# Giardino Antonio Cederna
Il giardino Antonio Cederna è un'area verde di Milano, sita nella zona nord-occidentale della città.
Realizzata nel 2000 e dedicata in seguito all'ambientalista Antonio Cederna, ha una superficie di 7 800 m².